# أرنبوس أبيض الجانبين
الأرنبوس أبيض الجانبين (الإسم العلمي:Lepus callotis) أو القواع المكسيكي، هو نوع من الثدييات يتبع فصيلة الأرانب ضمن رتبة الأرنبيات.